# アントロドーコ
アントロドーコ（伊: Antrodoco）は、イタリア共和国ラツィオ州リエーティ県にある、人口約2,300人の基礎自治体（コムーネ）。

## 地理

### 位置・広がり
リエーティ県のコムーネ。県都リエーティから東へ18kmの距離にある。

#### 隣接コムーネ
隣接するコムーネは以下の通り。括弧内のAQはラクイラ県所属を示す。
- ボルボーナ
- ボルゴ・ヴェリーノ
- カニャーノ・アミテルノ (AQ)
- フィアミニャーノ
- ラークイラ (AQ)
- ミチリアーノ
- ペトレッラ・サルト
- スコッピート (AQ)

### 気候分類・地震分類
アントロドーコにおけるイタリアの気候分類 (it) および度日は、zona E, 2320 GGである。
また、イタリアの地震リスク階級 (it) では、zona 1 (sismicità alta) に分類される。

## 行政

### 分離集落
アントロドーコには、以下の分離集落（フラツィオーネ）がある。
- Castello di Corno, Cinno, Rapelle, Rocca di Corno, Rocca di Fondi, Vignola